# Art Carney
Art Carney, nome completo Arthur William Matthew Carney (Mount Vernon, 4 novembre 1918 – Westbrook, 9 novembre 2003), è stato un attore statunitense.
Vinse il premio Oscar al miglior attore protagonista nel 1975 per la sua interpretazione in Harry e Tonto.

## Biografia
Art Carney iniziò la propria carriera come comico radiofonico; carriera che fu costretto ad interrompere a causa dell'arruolamento durante la seconda guerra mondiale, nel corso della quale rimase ferito a una gamba; da allora rimase zoppo. In seguito riprese la carriera artistica e si affermò come interprete televisivo durante gli anni cinquanta, in particolare come spalla di Jackie Gleason in 124 episodi del programma The Jackie Gleason Show, andato in onda nel quinquennio 1952-1957.
Interprete di ruoli di carattere, ebbe un grande successo a Broadway alla metà degli anni sessanta con la commedia La strana coppia di Neil Simon, andata in scena dal 1965 al 1967, nella quale interpretò il personaggio di Felix Ungar, ruolo che nella versione cinematografica del 1968 sarebbe stato poi interpretato da Jack Lemmon. Giunto al cinema nel 1964, quando aveva quasi 50 anni, con un ruolo nella commedia Una Rolls-Royce gialla, Carney raggiunse l'apice della carriera con il film Harry e Tonto (1974) di Paul Mazursky, nel ruolo di un eccentrico signore anziano che intraprende un lungo viaggio attraverso gli Stati Uniti in compagnia del proprio gatto Tonto, incontrando ogni sorta di personaggi lungo il suo cammino, ruolo che gli valse l'Oscar.
Dopo Harry e Tonto, Carney fu molto richiesto per ruoli di anziano irascibile dal cuore tenero. Nella seconda metà degli anni settanta apparve nelle commedie Il boxeur e la ballerina (1978) di Stanley Donen, e Visite a domicilio (1978) di Howard Zieff, nel poliziesco L'occhio privato (1977) di Robert Benton, in cui interpretò il ruolo del protagonista, il detective Ira Wells, e in Sunburn - Bruciata dal sole (1979). L'attore lavorò per il piccolo schermo fino al 1990 e si ritirò dalle scene dopo un'ultima apparizione cinematografica nel film d'azione Last Action Hero - L'ultimo grande eroe (1993).

## Filmografia

### Cinema
- Un sacco d'oro (Pot o' Gold), regia di George Marshall (1941)
- PM Picnic – cortometraggio, regia di Chad McKee Grothkopf (1950)
- Una Rolls-Royce gialla (The Yellow Rolls-Royce), regia di Anthony Asquith (1964)
- Una guida per l'uomo sposato (A Guide for the Married Man), regia di Gene Kelly (1967)
- Harry e Tonto (Harry and Tonto), regia di Paul Mazursky (1974)
- Un uomo da buttare (W.W. and the Dixie Dancekings), regia di John G. Avildsen (1975)
- Won Ton Ton, il cane che salvò Hollywood (Won Ton Ton: The Dog Who Saved Hollywood), regia di Michael Winner (1976)
- L'occhio privato (The Late Show), regia di Robert Benton (1977)
- Il boxeur e la ballerina (Movie Movie), regia di Stanley Donen (1978)
- Visite a domicilio (House Calls), regia di Howard Zieff (1978)
- Vivere alla grande (Going in Style), regia di Martin Brest (1979)
- Sunburn - Bruciata dal sole (Sunburn), regia di Richard C. Sarafian (1979)
- Sei uomini d'acciaio (Steel), regia di Steve Carver (1979)
- Gli sciacalli dell'anno 2000 (Ravagers), regia di Richard Compton (1979)
- I violenti di Borrow Street (Defiance), regia di John Flynn (1980)
- Roadie - Le strade del rock (Roadie), regia di Alan Rudolph (1980)
- Take This Job and Shove It, regia di Gus Trikonis (1981)
- The Leprechauns' Christmas Gold – cortometraggio, regia di Jules Bass e Arthur Rankin Jr. (1981)
- Uragano di fuoco (St. Helens), regia di Ernest Pintoff (1981)
- The Last Leaf – cortometraggio, regia di David Anspaugh (1983)
- Profumo di mare (Better Late Than Never), regia di Bryan Forbes (1983)
- Fenomeni paranormali incontrollabili (Firestarter), regia di Mark L. Lester (1984)
- I Muppet alla conquista di Broadway (The Muppets Take Manhattan), regia di Frank Oz (1984)
- A faccia nuda (The Naked Face), regia di Bryan Forbes (1984)
- Night Friend, regia di Peter Gerretsen (1988)
- Last Action Hero - L'ultimo grande eroe (Last Action Hero), regia di John McTiernan (1993)

### Televisione
- The Morey Amsterdam Show – serie TV, 76 episodi (1948-1950)
- Cavalcade of Stars – serie TV, 13 episodi (1950-1952)
- Lux Video Theatre – serie TV, due episodi (1951-1953)
- The Dagmar Story, regia di Robert Doyle – film TV (1951)
- Henry Morgan's Great Talent Hunt – serie TV (1951)
- The Victor Borge Show – serie TV, due episodi (1951)
- The Jackie Gleason Show – serie TV, 124 episodi (1952-1957)
- Suspense – serie TV, due episodi (1953-1954)
- Studio One – serie TV, quattro episodi (1953-1955)
- Danger – serie TV, un episodio (1953)
- Campbell Playhouse – serie TV, un episodio (1953)
- Kraft Television Theatre – serie TV, tre episodi (1954)
- The Best of Broadway – serie TV, un episodio (1954)
- Panama Hattie – film TV (1954)
- The Honeymooners – serie TV, 39 episodi (1955-1956)
- Climax! – serie TV, episodio 1x11 (1955)
- The Red Skelton Show – serie TV, un episodio (1955)
- Star Stage – serie TV, un episodio (1956)
- Playhouse 90 – serie TV, tre episodi (1957-1959)
- The DuPont Show of the Month – serie TV, un episodio (1958)
- The Sid Caesar Show – special TV (1958)
- Alfred Hitchcock presenta (Alfred Hitchcock Presents) – serie TV, episodio 4x08 (1958)
- Art Carney Special – serie TV, nove episodi (1959-1961)
- Art Carney Meets the Sorcerer's Apprentice, regia di Seymour Robbie – film TV (1959)
- At the Movies – film TV (1959)
- The Right Man, regia di Burt Shevelove – film TV (1960)
- The Big Sell, regia di Frank Bunetta – film TV (1960)
- Ai confini della realtà (The Twilight Zone) – serie TV, episodio 2x11 (1960)
- The Dinah Shore Chevy Show – serie TV, un episodio (1961)
- The Chevy Show – serie TV, un episodio (1961)
- Jackie Gleason: American Scene Magazine – serie TV, quattro episodi (1962-1966)
- The DuPont Show of the Week – serie TV, due episodi (1963-1964)
- A Day Like Today, regia di Tom Donovan – film TV (1964)
- Polvere di stelle (Bob Hope Presents the Chrysler Theatre) – serie TV, un episodio (1964)
- Mr. Broadway – serie TV, episodio 1x09 (1964)
- The Jackie Gleason Show – serie TV, 50 episodi (1966-1970)
- Batman – serie TV, due episodi (1966) - ruolo: Archer
- Il virginiano (The Virginian) – serie TV, episodio 9x04 (1970)
- The Great Santa Claus Switch, regia di John Moffitt – film TV (1970)
- Le sorelle Snoop (The Snoop Sisters) – serie TV, un episodio (1972)
- The Jackie Gleason Special – serie TV 49 episodi (1973)
- Happy Anniversary and Goodbye, regia di Jack Donohue – film TV (1974)
- Un grido di morte (Death Scream), regia di Richard T. Heffron – film TV (1975)
- Katherine, regia di Jeremy Kagan – film TV (1975)
- Lanigan's Rabbi – serie TV, 5 episodi (1976-1977)
- The Honeymooners – film TV (1976)
- What Now, Catherine Curtis?, regia di Charles Walters – film TV (1976)
- Christmas in Disneyland, regia di Marty Pasetta – film TV (1976)
- Scott Joplin, regia di Jeremy Kagan – film TV (1977)
- Ringo, regia di Jeff Margolis – film TV (1978)
- Le mutant – miniserie TV (1978)
- The Star Wars Holiday Special, regia di Steve Binder – film TV (1978)
- You Can't Take It with You, regia di Paul Bogart – film TV (1979)
- Letters from Frank, regia di Edward Parone – film TV (1979)
- Alcatraz (Alcatraz: The Whole Shocking Story), regia di Paul Krasny – film TV (1980)
- Fighting Back – film TV (1980)
- Bitter Harvest – film TV (1981)
- Saranno famosi (Fame) – serie TV, un episodio (1982)
- Terrible Joe Moran, regia di Joseph Sargent – film TV (1984)
- A Doctor's Story, regia di Peter Levin – film TV (1984)
- The Night They Saved Christmas – film TV (1984)
- Titolo di studio: nonno (The Undergrads), regia di Steven Hilliard Stern – film TV (1985)
- Izzy & Moe, regia di Jackie Cooper – film TV (1985)
- Faerie Tale Theatre – serie TV, un episodio (1985)
- Il navigatore nel tempo (The Blue Yonder), regia di Mark Rosman – film TV (1985)
- Miracle of the Heart: A Boys Town Story, regia di Georg Stanford Brown – film TV (1986)
- The Cavanaughs – serie TV, tre episodi (1987-1989)
- La casa dei piccioni viaggiatori (Where Pigeons Go to Die), regia di Michael Landon – film TV (1990)
- Mio zio Buck (Uncle Buck) – serie TV, un episodio (1990)

### Doppiatore
- The Leprechauns' Christmas Gold, regia di Jules Bass e Arthur Rankin Jr. – cortometraggio (1981)

## Doppiatori italiani
- Roberto Villa in Harry e Tonto, L'occhio privato
- Giorgio Piazza in Fenomeni paranormali incontrollabili, A faccia nuda
- Bruno Persa in Una Rolls-Royce gialla
- Sergio Fiorentini in Sunburn - Bruciata dal sole
- Diego Michelotti in Profumo di mare
- Antonio Paiola in I Muppet alla conquista di Broadway
- Mario Milita in Last Action Hero - L'ultimo grande eroe

## Riconoscimenti
- Premio Oscar
  - 1975 – Miglior attore protagonista per Harry e Tonto
- Golden Globe
  - 1975 – Miglior attore in un film commedia o musicale per Harry e Tonto
- Mostra internazionale d'arte cinematografica di Venezia
  - 1980 – Premio Pasinetti per il miglior attore per Vivere alla grande[2]
- Primetime Emmy Awards
  - 1954 – Migliore attore non protagonista di uno show o di una serie televisiva per The Jackie Gleason Show
  - 1955 – Migliore attore non protagonista di uno show o di una serie televisiva per The Jackie Gleason Show
  - 1956 – Migliore attore non protagonista di una serie televisiva per The Honeymooners
  - 1956 – Candidatura per il miglior comico
  - 1957 – Candidatura per il migliore attore non protagonista di una serie televisiva per The Jackie Gleason Show
  - 1976 – Candidatura per il migliore attore non protagonista di un film televisivo e/o miniserie per Katherine – Storia di una terrorista
  - 1984 – Migliore attore non protagonista di un film televisivo e/o miniserie per Il terribile Joe Moran
  - 1987 – Candidatura per il migliore attore o attrice ospite in una serie comica o commedia per I Cavanaugh (episodio He Ain't Heavy)
  - 1990 – Candidatura per il miglior attore in una miniserie per La casa dei piccioni viaggiatori
- National Society of Film Critics Awards
  - 1977 – Migliore attore per L'occhio privato
- CableACE Awards
  - 1985 – Migliore attore in un film o miniserie per Titolo di studio: nonno
  - 1987 – Candidatura per il migliore attore in una serie comica per Nel regno delle fiabe (episodio Il vestito nuovo dell'imperatore)
- American Comedy Awards
  - 1990 – Premio alla carriera